# Catastrophe ferroviaire de Balvano
La catastrophe ferroviaire de Balvano a eu lieu dans les premières heures du 3 mars 1944, près de Balvano (région de Basilicate), et a causé la mort par asphyxie au monoxyde de carbone de 517 personnes. Les victimes étaient des passagers clandestins à bord d'un train de marchandises qui était à l'arrêt dans le tunnel d'Armi (Galleria delle Armi en italien). C'est le plus grave accident ferroviaire survenu en Italie et l'une des plus graves catastrophes ferroviaires de l'histoire.

## Contexte
Deux facteurs expliquent la catastrophe.
D'une part, en raison des pénuries provoqués par la Seconde Guerre mondiale, le charbon normalement utilisé dans les locomotives n'était pas disponible, et un charbon de qualité inférieure lui était substitué. Celui-ci générait une quantité importante de monoxyde de carbone, ce qui n'était pas connu à l'époque.
D'autre part, un marché noir s'était mis en place, et après la libération de Naples par les Alliés, certains habitants troquaient des produits frais contre les rations des soldats (cigarettes, bonbons, chewing-gum), et empruntaient clandestinement des trains des marchandises pour s'approvisionner à la campagne.

## Déroulement

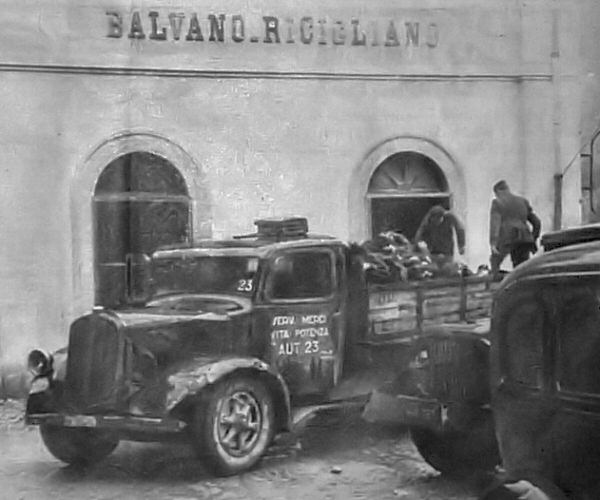
Un camion avec une charge de cadavres.

Du fait de la censure militaire exercée à l'époque, tous les détails de l'accident ne sont pas connus avec précision.
Le train spécial 8017 était parti à vide de Salerne vers le sud, pour chercher des munitions en Basilicate. Pendant qu'il traversait Eboli, Persano et Romagnano, des centaines de réfugiés et de passagers clandestins montèrent à bord. Vers 23 h 40, le train pénétra dans le tunnel d'Armi près de Balvano, puis s'arrêta.
La cause exacte de l'arrêt est inconnue, mais deux thèses ont été avancées : le tunnel était en forte pente, et le surpoids des passagers causa l'arrêt du train, ou bien le train devait attendre un autre train venant en sens inverse. L'arrêt dura plus d'une demi-heure, alors que la plupart des wagons se trouvaient dans le tunnel. Le chef de gare de Balvano donna l'alerte après avoir constaté un retard de deux heures du train.
Les passagers ne se sont pas rendu compte de leur empoisonnement progressif au monoxyde de carbone ; sur la petite centaine de survivants, la plupart se trouvaient dans les derniers wagons qui n'étaient pas encore entrés dans le tunnel. Les secours témoignèrent que les victimes semblaient paisiblement endormies.
Les victimes furent enterrées dans des fosses communes près de la gare de Balvano.

## Conséquences
Le gouvernement italien décida de garder l'entrée de chaque tunnel ; aucun train n'était autorisé à entrer dans un tunnel tant qu'il y restait de la fumée. Le gouvernement versa des indemnités aux familles des victimes qui purent être identifiées. On continue de déposer des fleurs au lendemain de la Toussaint sur la tombe commune.